# Sansculottiden
Die Sansculottiden (auch Epagomenen; französisch Sans-culottides, Sanculottides, jours complementaires, jours épagomènes) bilden den Jahresabschluss des republikanischen Kalenders der Französischen Revolution. Sie folgen auf den Fructidor, ihnen folgt der Vendémiaire des nächsten Jahres. Sie wurden noch dem Sommerquartal zugerechnet.
Die Sansculottiden, benannt nach den revolutionären Sansculottes, sind die Ergänzungstage, die erforderlich sind, um den Jahresanfang auf das Herbstäquinoktium zu legen. Es gab fünf Sansculottiden im Normaljahr und sechs im Schaltjahr (danach der Name des Schaltjahrs année sextile). Die Sansculottiden beginnen am 17. oder 18. September und enden am 21., 22. oder 23. September.

## Entstehungsgeschichte
Im Dekret vom 5. Oktober 1793 (14. du 1er mois II nachmalig 14. Vendémiaire II) wurden die Ergänzungstage jours complementaires genannt und durchnummeriert. Nur der Schalttag (jour intercalaire) bekam einen Namen:
1. première jour complémentaire
2. seconde jour complémentaire
3. troisième jour complémentaire
4. quatrième jour complémentaire
5. cinquième jour complémentaire
6. jour de la Révolution

Auch die anderen Tage, die Dekaden und die Monate wurden durchnummeriert. Der Dichter Fabre d’Églantine führte in seinem Diskurs zur Kalenderreform am 24. Oktober (3. du 2e mois nachmalig 3. Brumaire) diese Namensgebung rhetorisch ad absurdum (le premier jour de la première decade du premier mois de la première année) und schlug eine Namensgebung für die Tage des Monats, die Tage der Dekade und die Monate vor. Für die jours complementaires führte er den Begriff Sansculottides ein. Für die einzelnen Tage schlug er folgende Namen vor:
1. fête du génie (Fest des Geistes)
Die fête du génie sollte nach dem Vorschlag d'Églantines den wertvollsten und für das Vaterland nützlichsten Errungenschaften des menschlichen Geistes, die im vergangenen Jahr geleistet wurden, gewidmet sein.
2. fête du travail (Fest der Arbeit)
An der fête du travail sollten Fleiß, körperliche Arbeit und die Herstellung nützlicher Dinge im Mittelpunkt stehen.
3. fête des actions (Fest der (guten) Taten)
An der fête des actions sollten gute Taten, die zwar nicht der Nation, aber einzelnen Menschen Hilfe brachten, begangen und öffentlich gelobt werden.
4. fête des récompenses (Fest der Belohnungen)
An der fête des récompenses sollten ausgesuchte Personen, die sich im Sinne der drei vergangenen Tage hervorgetan hatten, öffentlich gewürdigt und prämiert werden.
5. fête de l’opinion (Fest der Meinung)
An der fête de l’opinion sollte der Kritik an Verwaltung und Regierung freier Lauf gelassen werden. Dies sollte in Form von Liedern, Karikaturen und ironisch-sarkastischen Spottreden geschehen. Fabre d'Églantine bemerkte dazu: „Ich wage zu behaupten, dass dieser eine Tag die Beamten mehr zur Erfüllung ihrer Pflicht veranlassen wird, als selbst die Gesetze eines Drakon es vermögen könnten.“
6. la sans-culottide / la Sanculottide
Die alle Schaltjahre gefeierte Sanculottide sollte das Fest des Vaterlandes und der nationalen Einheit sein. Die verschiedenen Teile des Landes sollten Vertreter in die Hauptstadt schicken, um dort die anderen kennenzulernen und mit ihnen zu feiern.

Am 24. November 1793 wurden diese Vorschläge mit geringfügigen Änderungen angenommen. Für die Ergänzungstage wurde der Name fêtes Sansculotides (mit einem t) eingeführt. Die Schreibweisen Sans-culotides und Sans-culottides kamen ebenfalls vor. Die fête des actions wurde an erste Stelle gesetzt und fête de la vertu genannt. Die fête des récompenses gelangte an die letzte Stelle des Normaljahrs und der Schalttag behielt seinen bisherigen Namen:
1. fête de la vertu (Fest der Tugend)
2. fête du génie (Fest des Geistes)
3. fête du travail (Fest der Arbeit)
4. fête de l’opinion (Fest der Meinung)
5. fête des récompenses (Fest der Belohnungen)
6. fête de la Révolution (Tag der Revolution)

Am 24. August 1795 (7. Fructidor III) mit der Einführung der Schaltjahresregel wurden die Ergänzungstage wieder in jours complémentaires zurückbenannt. Offiziell hießen also nur die Ergänzungstage des Jahres II Sansculottiden. In der deutschen Geschichtsschreibung hat sich jedoch der Name Sansculottiden erhalten.
Die fête du travail ist auch als fête du labour bekannt. Die fête de l’opinion heißt auch fête de l'option (Fest der Wahl) oder fête de la raison (Fest der Vernunft). Ein Vier-Jahres-Zyklus des Kalenders wurde la Franciade benannt. Dieser Name wurde inoffiziell auch für den Schalttag verwendet.

## Umrechnungstafel
|  | I. | II. | IV. | V. | VI. |

| September | 1793 | 1794 | 1796 | 1797 | 1798 |

|  | I. | II. | IV. | V. | VI. |

| September | 1793 | 1794 | 1796 | 1797 | 1798 |

|  | III. | VII. |  |  |  |

| September | 1795 | 1799 |  |  |  |

|  | III. | VII. |  |  |  |

| September | 1795 | 1799 |  |  |  |

|  | VIII. | IX. | X. | XII. | XIII. |

| September | 1800 | 1801 | 1802 | 1804 | 1805 |

|  | VIII. | IX. | X. | XII. | XIII. |

| September | 1800 | 1801 | 1802 | 1804 | 1805 |

|  | XI. |

| September | 1803 |  |  |  |  |

|  | XI. |

| September | 1803 |  |  |  |  |

|  | I. | II. | IV. | V. | VI. |

| September | 1793 | 1794 | 1796 | 1797 | 1798 |

|  | I. | II. | IV. | V. | VI. |

| September | 1793 | 1794 | 1796 | 1797 | 1798 |

|  | III. | VII. |  |  |  |

| September | 1795 | 1799 |  |  |  |

|  | III. | VII. |  |  |  |

| September | 1795 | 1799 |  |  |  |

|  | VIII. | IX. | X. | XII. | XIII. |

| September | 1800 | 1801 | 1802 | 1804 | 1805 |

|  | VIII. | IX. | X. | XII. | XIII. |

| September | 1800 | 1801 | 1802 | 1804 | 1805 |

|  | XI. |

| September | 1803 |  |  |  |  |

|  | XI. |

| September | 1803 |  |  |  |  |

## Umrechnungsbeispiel
Zu ermitteln ist die Fête du génie XI.
Das Jahr XI ist in der unteren Tabelle für die Schaltjahre zu finden. Darunter befindet sich das gregorianische Jahr 1803. Unter der Fête du génie dieser Tabelle steht eine 19. Da der Monat immer der September ist, ist das gregorianische Datum der 19. September 1803.
Siehe auch: Umrechnungstafel zwischen gregorianischem und republikanischem Kalender